# LZ 23
Der Zeppelin LZ 23 war das 23. Luftschiff des Grafen Zeppelin und das elfte Luftschiff des deutschen Heeres.

## Geschichte
Die erste Fahrt von LZ 23 fand am 11. Mai 1914 statt. Als Luftschiff des Heeres führte LZ 23 die Kennung Z VIII.
Z VIII war Ende Juli 1914 in Metz aufgelegt. Das heißt, dass das Luftschiff ohne Gasfüllung in seiner Halle aufgehängt war und nicht gebraucht wurde. Aufgrund der kritischen weltpolitischen Lage zu dieser Zeit erreichte der Kommandant von Z VIII, Hauptmann Konrad Andrée, die Gasfüllung des Schiffes für seine Einsatzbereitschaft. So konnte der Zeppelin gleich zu Kriegsbeginn Anfang August 1914 Aufklärungs- und Störflüge gegen die aufmarschierenden französischen Truppen fahren.
Am 21. August 1914 bekam Z VIII den gleichen Befehl wie Z VII, Aufklärung und Bombardierung der ins Reich eingedrungenen französischen Truppen im Elsaß. Schon auf der Fahrt ins Aufklärungsgebiet wurde der Zeppelin von eigenen Truppen beschossen und beschädigt. Über den feindlichen Linien warf Z VIII seine Bombenlast von 160 kg ab. Den Franzosen gelang es, die Steuereinrichtung des Luftschiffes wegzuschießen, worauf es steuerlos umhertrieb, und die durch den Beschuss entstanden Löcher in der Hülle führten zum Verlust von Traggas. Der Gasverlust zwang schließlich zur Notlandung im französischen Teil von Lothringen bei Badenweiler. Der Kommandant des Schiffes vernichtete die Geheimpapiere und die Besatzung ging von Bord. Man versuchte den Zeppelin zu verbrennen, aber die geringe noch vorhandene Gasmenge in den Zellen ließ sich nicht entzünden. Eine Schwadron französischer Kavallerie griff die Schiffsbesatzung an, der es aber gelang, sich zu den deutschen Linien durchzuschlagen und ihre Aufklärungsergebnisse zu melden. Das Wrack von LZ 23 wurde von französischen Truppen geplündert und fiel in diesem Zustand durch den Vormarsch des deutschen Heeres wieder in deutsche Hände.

## Technische Daten
- Traggasvolumen: 22.100 m³ Wasserstoff
- Länge: 156,0 m
- Durchmesser: 14,90 m
- Nutzlast: 8,8 t
- Antrieb: drei Maybach-Motoren von je 180 PS (132 kW)
- Geschwindigkeit: 20,0 m/s (72 km/h)